# Cyphostemma pseudoburgeri
Cyphostemma pseudoburgeri är en vinväxtart som beskrevs av B. Verdcourt. Cyphostemma pseudoburgeri ingår i släktet Cyphostemma och familjen vinväxter. Inga underarter finns listade i Catalogue of Life.